# Catenellopsis
Catenellopsis, monotipski rod crvenih algi smještenih u posebnu porodicu  (Catenellopsidaceae) i red (Catenellopsidales). Dio je podrazreda Rhodymeniophycidae.
Catenellopsis oligarthra morska je vrsta kod obala Novog Zelanda.

## Homotipski sinonimi
- Catenella oligarthra J.Agardh 1876
- Nemastoma oligarthum (J.Agardh) Kylin 1934